# Meru (India)
Meru è una suddivisione dell'India, classificata come census town, di 8.547 abitanti, situata nel distretto di Hazaribag, nello stato federato del Jharkhand. In base al numero di abitanti la città rientra nella classe V (da 5.000 a 9.999 persone).

## Geografia fisica
La città è situata a 24° 00' 20 N e 85° 28' 17 E.

## Società

### Evoluzione demografica
Al censimento del 2001 la popolazione di Meru assommava a 8.547 persone, delle quali 5.673 maschi e 2.874 femmine. I bambini di età inferiore o uguale ai sei anni assommavano a 1.065, dei quali 563 maschi e 502 femmine. Infine, coloro che erano in grado di saper almeno leggere e scrivere erano 6.445, dei quali 4.877 maschi e 1.568 femmine.